# أحداث الشغب ضد اليهود في حلب عام 1947
أحداث الشغب ضد اليهود في حلب هو هجوم استهدفَ اليهود في حلب بسوريا في ديسمبر 1947 وذلك عقبَ تصويت الأمم المتحدة لصالح قرار تقسيم فلسطين. يعدُ الهجوم جزءاً من موجة معاداة اليهود في أربيعينات القرن العشرين كما انضمّ لسلسة الاضطرابات في مختلف أنحاء الشرق الأوسط وشمال أفريقيا. تسبّبت هذه الأحداث في مقتل 75 يهودي ومئات من الجرحى. في أعقاب أعمال الشغب هذه فرّ نصف سكان المدينة من اليهود إلى مناطق أخرى في سوريا وخَارِجَهَا.

## التاريخ
حصلت سوريا على استقلالها من فرنسا في نيسان/أبريل عام 1946. حينها كتبَ عكيفا فاينشتاين من منظمة الهاجاناه أن الحكومات العربية بدأت بحلول عام 1947 في «اضطهاد» الأقلية اليهودية كما ذكر فرار معظم اليهود لمناطق أخرى هذا فضلا عن محاولة الحكومات العربية والإسلامية خنق الشركات اليهودية. خلال وقت تصويت الأمم المتحدة حولَ مشروع قرار تقسيم فلسطين في 29 نوفمبر 1947؛ كانت تبلغُ الجالية اليهودية في حلب حوالي 10.000 شخص.
بعد التصويت لصالح قرار تقسيم فلسطين؛ حرّضت الحكومة السورية سكان حلب العرب على مهاجمة سكان المدينة منَ اليهود. اندلعت أحداث الشغب هذه وسط شكوك من منظمات صهيونية ترى أن السلطات السورية هي من دفعت الشعب للقيام بكل هذا. إنّ عدد القتلى لا يزال غير معروف ولكن أغلب التقديرات تُشير إلى حوالي 75 قتيل وعدة مئات من الجرحى. تم تدمير وحرق عشر معابد يهودية، خمس مدارس، دار للأيتام ونادي الشباب جنبا إلى جنب مع العديد من المحلات التجارية اليهودية وأزيد من 150 منزلا تم إضرامها بالنيران. قُدّرت الممتلكات المتلوفة بـ 2.5 مليون. خلال أحداث الشغب والتوتر الذي هزّ المنطقة؛ فقدَ اليهود مخطوطة حلب وهي إحدى مخطوطات التوراة التي تعود إلى العصور الوسطى.
عقبَ هذا التوتر؛ انخفض عدد الجالية اليهودية في حلب بشكل خاص وفي سوريا بشكل عام. هربَ الأثرياء اليهود بعد يوم من الهجوم كما فرّت مجموعات صغيرة من اليهود والصهاينة في الأشهر اللاحقة. تمت مصادرة ممتلكات الفارين في 22 كانون الأول/ديسمبر من قِبل الحكومة السورية التي سنّت قانونا يمنع اليهود من بيع ممتلكاتهم. في غضون سنوات؛ قاما إسرائيل التي كانت تعملُ حينها على احتلال الأراضي الفلسطينية بجلب معظم اليهود من سوريا للاستقرار في فلسطين المحتلة كما عملت على وضع تسهيلات لهم هذا فضلا عن تخويفهم مما قد يحصلُ لهم في حالة ما بقوا وسط العرب. بحلول عام 1959؛ كانَ هناك حوالي 2000 فقط من اليهود في حلب. اعتبارا من عام 2012 لم يعد أي يهودي يعيش في مدينة حلب السورية.